# Ockendorf

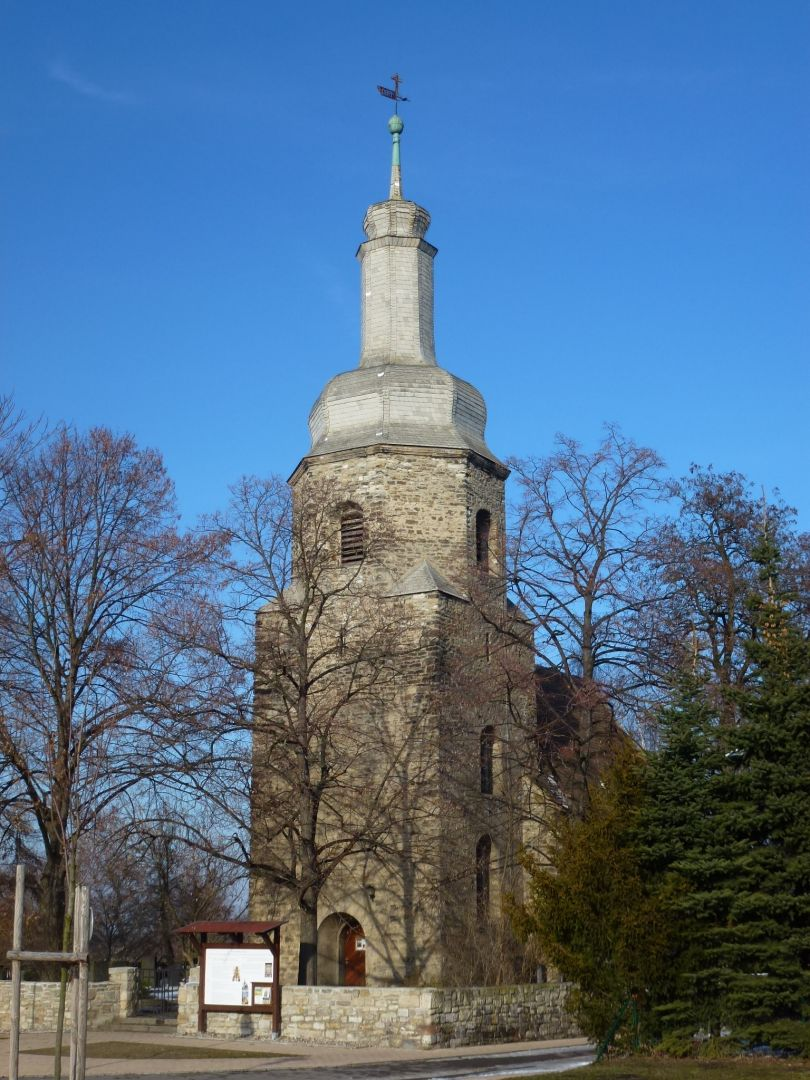
Gnadenkirche

Ockendorf ist ein Stadtteil der Stadt Leuna im Saalekreis in Sachsen-Anhalt.

## Lage
Der Stadtteil liegt etwa einen Kilometer nordwestlich vom Stadtmittelpunkt Leuna und zwei Kilometer südlich von Merseburg. Die Bundesstraße 91 bildet die westliche und die Saale die östliche Grenze.

## Geschichte
Nachweise über die Besiedlung dieses Gebietes gibt es bereits um 3600 v. u. Z. durch die Rössener-Hügel-Funde. Ein römischer Einfluss bis ins Jahr 400 gilt als nachgewiesen durch die Beigaben der Fürstengräber (nähe Gasthaus „Heiterer Blick“) aus dem 2.–4. Jahrhundert mit römischer Handelsware und Münzen. Auch als Gräberfeld von Leuna bezeichnet.
Eine erste urkundliche Erwähnung von Ockendorf erfolgte im Jahr 899 im Hersfelder Zehntverzeichnis unter „Hachendorf“ als es ans Kloster Hersfeld übertragen wurde. Die Saale war damals an der Ostgrenze des Ostfränkischen Reiches. Im 10.–12. Jahrhundert entwickelte sich die Kaiserpfalz in Merseburg, in die die Bauern von Ockendorf und Leuna Abgaben leisten mussten.
Die Dörfer Leuna und Ockendorf wurden im frühen Mittelalter zu einer Pfarrgemeinde vereinigt. Die heutige Gnadenkirche ist eine der letzten noch vorhandenen Zeitzeugen des Dorfes Leuna. Im Dreißigjährigen Krieg verwüsteten die Schweden 1632 alle fünf Saaledörfer. 1806 zogen die Preußen nach der Niederlage von Jena/Auerstedt durch Ockendorf. Ockendorf gehörte bis 1815 zum hochstiftlich-merseburgischen Amt Merseburg, das seit 1561 unter kursächsischer Hoheit stand und zwischen 1656/57 und 1738 zum Sekundogenitur-Fürstentum Sachsen-Merseburg gehörte. Durch die Beschlüsse des Wiener Kongresses kam der Ort im Jahr 1815 zu Preußen und wurde 1816 dem Kreis Merseburg im Regierungsbezirk Merseburg der Provinz Sachsen zugeteilt.
Mit dem Bau des Ammoniakwerkes Merseburg (heutige Leuna-Werke) im Jahr 1916 mussten die Bauern von Ockendorf und den anderen Saaledörfern ihren Acker verkaufen. Da sie sich weigerten, beschlagnahmte das IV. Armeekommando Merseburg denselben. Ockendorf ist das älteste der fünf Saaledörfer, die dann 1917 zum Zweckverband Leuna zusammengeschlossen wurden. Die Stadt Leuna entstand am 1. Juli 1930 durch Zusammenschluss der Landgemeinden Leuna-Ockendorf, Rössen, Göhlitzsch, Daspig und Kröllwitz.
Im Zweiten Weltkrieg wurden die fünf noch landwirtschaftlich genutzten Höfe zerstört; nach dem Krieg wurden vier Höfe wieder aufgebaut und zum Teil innerhalb der 1958 gegründeten LPG gemeinsam bewirtschaftet.

## Situation 2010
2010 gibt es in Ockendorf keine Landwirtschaft mehr. Die Höfe dienen Wohnzwecken oder werden gewerblich genutzt. Zugehöriges Ackerland ist vorwiegend verpachtet. Das äußere Bild von Ockendorf hat sich insbesondere seit 1990 durch den Neubau und die Sanierung von Wohnhäusern, die Erneuerung von Straßen und Plätzen sowie die Pflege und Neuanpflanzung des Baumbestandes in der angrenzenden Saaleaue zum Wohle der Bewohner und Besucher sehr positiv entwickelt.

## Sehenswertes
- Die Gnadenkirche in Ockendorf wurde vom Merseburger Bildhauer Christian Trothe zwischen 1710 und 1714 im Barockstil errichtet. Die innere Ausstattung wie die Hufeisenempore mit Versen der Bibel und der Kanzelaltar aus Holz stammt aus dem frühen 18. Jahrhundert. Die Orgel entstand 1893 unter der Hand des Merseburger Orgelbaumeisters Gerhardt.[4]